# NGC 5228
NGC 5228 est une vaste galaxie lenticulaire située dans la constellation des Chiens de chasse. Sa vitesse par rapport au fond diffus cosmologique est de 7 944 ± 16 km/s, ce qui correspond à une distance de Hubble de 117,2 ± 8,2 Mpc (∼382 millions d'al). NGC 5228 a été découverte par l'astronome germano-britannique William Herschel en 1785.
Selon la base de données Simbad, NGC 5228 est une galaxie LINER, c'est-à-dire une galaxie dont le noyau présente un spectre d'émission caractérisé par de larges raies d'atomes faiblement ionisés.
À ce jour, deux mesures non basées sur le décalage vers le rouge (redshift) donnent une distance de 153,000 ± 29,698 Mpc (∼499 millions d'al), ce qui est à l'intérieur des valeurs de la distance de Hubble. Notons que c'est avec la valeur moyenne des mesures indépendantes, lorsqu'elles existent, que la base de données NASA/IPAC calcule le diamètre d'une galaxie et qu'en conséquence le diamètre de NGC 5228 pourrait être d'environ 45,8 kpc (∼149 000 al) si on utilisait la distance de Hubble pour le calculer.

## Groupe de NGC 5223
NGC 5228 fait partie d'un trio de galaxies, le groupe de NGC 5223. L'autre galaxie du trio désignée 1332+3419. Cette malheureuse abréviation est utilisée par Mahtessian pour les galaxies du « Catalogue of Galaxies and of Clusters of Galaxies » dont l'écriture est CGCG 1332.x+3419 où x est un chiffre de 0 à 9. Cette galaxie est introuvable sur les bases de données consultées. De plus, aucune galaxie importante ne se trouve près des coordonnées 13h 32m 00,0s et 34° 19′ 00″. Si on considère que la distance entre NGC 5223 et NGC 5228 pourrait être aussi grande que 25 millions d'années-lumière. On peut douter que ces trois galaxies fassent vraiment partie d'un trio de galaxies.